# Долна-Секирна
Долна-Секирна (болг. Долна Секирна) — село в Болгарии. Находится в Перникской области, входит в общину Брезник. Население составляет 254 человека.

## Политическая ситуация
В местном кметстве Горна-Секирна, в состав которого входит Долна-Секирна, должность кмета (старосты) исполняет Иван Кирилов Иванов (Болгарская социалистическая партия (БСП)) по результатам выборов.
Кмет (мэр) общины Брезник — Христо Димитров Миленков (коалиция в составе 4 партий; Болгарская социал-демократия (БСД), Болгарская социалистическая партия (БСП), Движение за права и свободы (ДПС), союз патриотических сил «Защита») по результатам выборов.